# Жоя (Риу-Гранди-ду-Сул)
Жоя (порт. Jóia)  —  муниципалитет в Бразилии, входит в штат Риу-Гранди-ду-Сул. Составная часть мезорегиона Северо-запад штата Риу-Гранди-ду-Сул. Входит в экономико-статистический  микрорегион Крус-Алта. Население составляет 8858 человек на 2006 год. Занимает площадь 1 235,885 км². Плотность населения — 7,2 чел./км².

## История
Город основан 12 мая 1982 года. 

## Статистика
- Валовой внутренний продукт на 2003 составляет 166.449.843,00 реалов (данные: Бразильский институт географии и статистики).
- Валовой внутренний продукт на душу населения на 2003 составляет 19.365,89 реалов (данные: Бразильский институт географии и статистики).
- Индекс развития человеческого потенциала на 2000 составляет 0,774 (данные: Программа развития ООН).

## География
Климат местности: субтропический гумидный.